# Blod-hjerne-barriere
Blod-hjerne-barrieren er en barriere der adskiller det cirkulerende blod fra hjernevævet.
Barrieren er dannet af væggen i hjernens kapillærer, hvis inderste cellelag af endotelceller er så tætliggende, at de udgør en effektiv adskillelse mellem blodbanen og hjernevævet. Derved beskytter barrieren hjernen mod skadelige stoffer fra blodbanen.
Endotelcellerne udgør ikke blot en passiv barriere, men transporterer også aktivt stoffer, som hjernen har brug for. Hjernens stofskifte er primært baseret på sukkerstoffer, og over blod-hjerne-barrieren transporteres der, under energiforbrug, aktivt store mængder glukose, såvel som aminosyrer der blandt andet kan bruges under dannelsen af signalstoffer. Ved sygdom i hjernen vil blod-hjerne-barrieren ofte blive utæt, og proteiner fra blodet kan bevæge sig ud i hjernevævet eller cerebrospinalvæsken.